# Batievaïta-(Y)
La batievaïta-(Y) és un mineral de la classe dels silicats, que pertany al grup de la rinkita. Rep el nom en honor del geòleg rus Iya Dmitrievna Batieva (1922-2007) per la seva notable contribució a la geologia i la petrologia de roques metamòrfiques i alcalines de la península de Kola.

## Característiques
La batievaïta-(Y) és un sorosilicat de fórmula química Y₂Ca₂Ti(Si₂O₇)₂(OH)₂(H₂O)₄. Presenta una combinació d'elements única. Va ser aprovada com a espècie vàlida per l'Associació Mineralògica Internacional l'any 2015. Cristal·litza en el sistema triclínic. Es tracta de l'anàleg d'itri i pobre en sodi de la hainita. És semblant a la fogoïta-(Y).
L'exemplar que va servir per a determinar l'espècie, el que es coneix com a material tipus, es troba conservat a les col·leccions del museu geològic i mineral·lògic de l'Institut del Centre de les Ciències de Kola, amb el número GIM 7389.

## Formació i jaciments
Va ser descoberta al massís de Sakharjok, situat a la península de Kola, dins l'óblast de Múrmansk, Rússia. Es tracta de l'únic indret de tot el planeta on ha estat descrita aquesta espècie mineral.